# Płyta oporowa

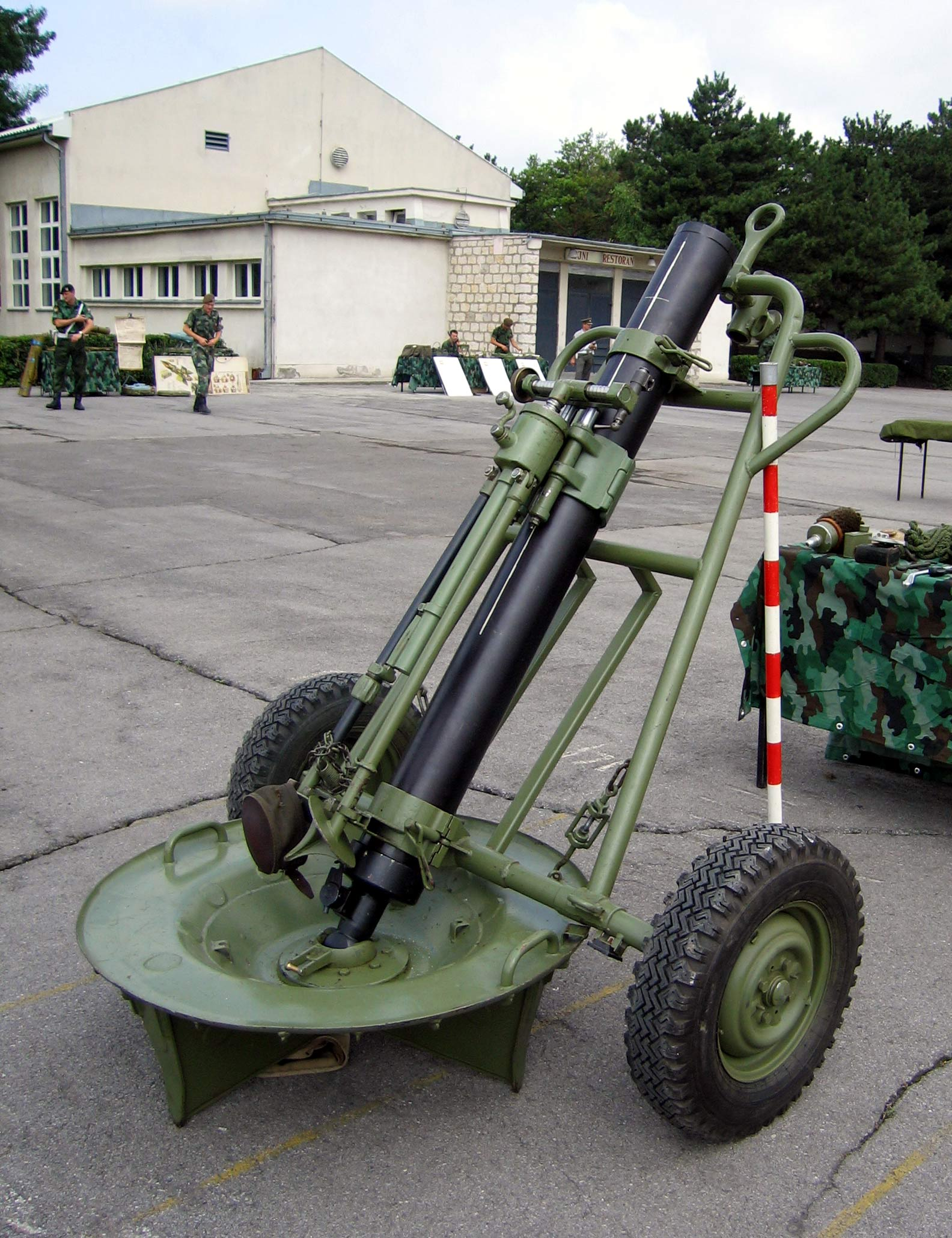
Moździerz z okrągłą płytą oporową

Płyta oporowa – część moździerza, przenosząca ciężar broni oraz siłę odrzutu na grunt. Płyta oporowa wykonana jest jako płyta stalowa, wzmocniona żebrami, o kształcie prostokątnym, trójkątnym lub okrągła. Z lufą łączy się za pomocą odpowiedniego gniazda na płycie.